# Municipio de Everett (Misuri)
El municipio de Everett (en inglés: Everett Township) es un municipio ubicado en el condado de Cass en el estado estadounidense de Misuri. En el año 2010 tenía una población de 484 habitantes y una densidad poblacional de 5,17 personas por km².

## Geografía
El municipio de Everett se encuentra ubicado en las coordenadas 38°31′18″N 94°27′30″O / 38.52167, -94.45833. Según la Oficina del Censo de los Estados Unidos, el municipio tiene una superficie total de 93.69 km², de la cual 93,18 km² corresponden a tierra firme y (0,55 %) 0,51 km² es agua.

## Demografía
Según el censo de 2010, había 484 personas residiendo en el municipio de Everett. La densidad de población era de 5,17 hab./km². De los 484 habitantes, el municipio de Everett estaba compuesto por el 98,76 % blancos, el 0,21 % eran amerindios, el 0,21 % eran asiáticos y el 0,83 % eran de una mezcla de razas. Del total de la población el 1,86 % eran hispanos o latinos de cualquier raza.